# Miquel García Membrado
Miquel García Membrado (Barcelona, 1975) es un artista español que trabaja con distintos materiales que van desde la pintura a la escultura pasando por la performance.

## Biografía
Nacido en Barcelona en 1975, Miquel García ha realizado un largo recorrido por el mundo en estancias artísticas que van desde España a Corea del Sur (Changdong Art Studio), pasando por Portugal y Canadá. Su obra se ha podido ver en muestras colectivas en Brasil —donde residió un tiempo en Sao Paulo—, en Estados Unidos, Turquía o Francia, donde expuso en el Centro Pompidu. Inició su trabajo en solitario en el año 2000 y, más allá de España, su obra se ha presentado en distintas capitales del mundo como Berlin, Londres, Luxemburgo o París. En España ha expuesto en Barcelona, Málaga o Tarragona, en cuyo Museo de Arte Moderno hay obra permanente suya. Entre los reconocimientos y premios obtenidos se encuentran el Premio Julio Antonio 2014 de escultura, Premio y Beca Pilar Juncosa y Sotheby's 2018 de Educación Artística, el primer premio Obra Abierta-Premio Internacional de Artes Plásticas Caja de Extremadura de 2019 o también el primer premio Compromiso social con las artes visuales-Mislata 2019.